# 世界スカッシュ連盟
世界スカッシュ連盟（World Squash Federation）はスカッシュの国際競技連盟で、本部はイングランドのイースト・サセックス。2020年現在、会長はイギリスのゼナ・ウールドリッジ。

## 主催大会
- ワールドオープン（シングルスの世界選手権に相当）
- 世界ダブルス選手権
- 世界チーム選手権
- 世界ジュニア選手権